# San Rafael Abajo
San Rafael Abajo es el distrito número once del cantón de Desamparados, de la provincia de San José, en Costa Rica.

## Toponimia
El nombre del distrito proviene en honor a San Rafael Arcángel, patrono del distrito de San Rafael Abajo.
Además, al nombre se le incluye "Abajo" para diferenciarlo del distrito de San Rafael Arriba, aunque antes de 1968, la localidad se llamaba simplemente San Rafael, hasta que en ese año se dio la partición entre este distrito y el de San Rafael Arriba.

## Historia
San Rafael Abajo fue creado el 11 de octubre de 1968 por medio de Ley 34. Segregado de San Rafael Arriba.

## Ubicación
Se ubica en el norte del cantón, limita al norte con el cantón de San José, al oeste con el cantón de Alajuelita, al suroeste con el distrito de San Juan de Dios, al sureste con el distrito de San Rafael Arriba y al este con el distrito de Desamparados.

## Geografía
San Rafael Abajo cuenta con un área de 2,02 km² y una altitud media de 1145 m s. n. m.

## Demografía
Para el año 2022, San Rafael Abajo cuenta con una población estimada de 21 408 habitantes, y para el último censo efectuado, en 2011, San Rafael Abajo contaba con una población de 23 283 habitantes.
El distrito se caracteriza por ser el tercero con mayor densidad de población (después de León XIII en Tibás y Hatillo en San José).

## Localidades
- Barrios: Autofores, Balboa, Bella Vista, Buenaventura, Caracol, Ciudad de Luz, Ciudadela Fuentes Martínez, Coopelot, Don Guillermo, El Cerrito, Gardenia, Jorco, La Florita, Lared, La Rivera, La Unión, Leo, Los Ángeles, Los Frutales (comparte con San Juan de Dios), Los Higuerones, Los Portones, Méndez (comparte con San Rafael Arriba), Mónaco, Óscar Arias (comparte con San Juan de Dios), Pablo Presbere (comparte con Alajuelita), Pinares, Sagitario, San Rafael Abajo (centro), Santa Cecilia, Tejar (parte), Tres Marías, Treviso, Unidas, Valencia, Villa del Sur (comparte con San Rafael Arriba), Vizcaya

## Cultura

### Educación
Ubicadas propiamente en el distrito de San Rafael Abajo se encuentran los siguientes centros educativos:
- Escuela Valencia
- Escuela de Excelencia Elías Jiménez Castro
- Unidad Pedagógica La Valencia
- Escuela San Rafael
- Colegio Técnico Profesional Roberto Gamboa Valverde

## Transporte

### Carreteras
Al distrito lo atraviesan las siguientes rutas nacionales de carretera:
- Ruta nacional 105
- Ruta nacional 214
- Ruta nacional 217

## Concejo de distrito
El concejo de distrito de San Rafael Abajo vigila la actividad municipal y colabora con los respectivos distritos de su cantón. También está llamado a canalizar las necesidades y los intereses del distrito, por medio de la presentación de proyectos específicos ante el Concejo Municipal. El presidente del concejo del distrito es el síndico propietario independiente, Lizandro David Porras Calderón, exmiembro del partido Liberación Nacional.
El concejo del distrito se integra por:
| #                       | Partido                         | Nombre                           |
| Síndico propietario     | Síndico propietario             | Síndico propietario              |
| ----------------------- | ------------------------------- | -------------------------------- |
| 1                       | Independiente                   | Lizandro David Porras Calderón   |
| Síndico suplente        |                                 |                                  |
| 2                       | Independiente                   | Lolita Patricia Calderón Astúa   |
| Concejales propietarios |                                 |                                  |
| 3                       | Partido Liberación Nacional     | Marlen López Monge               |
| 4                       | Partido Liberación Nacional     | Deiler Josué Zárate González     |
| 5                       | Partido Unidad Social Cristiana | Maria Cecilia Murillo Esquivel   |
| 6                       | \|Partido Liberal Progresista   | Anthony Joel Herrera Quesada     |
| Concejales suplentes    |                                 |                                  |
| 7                       | Partido Liberación Nacional     | Yahaira Rodríguez Matarrita      |
| 8                       | Partido Liberación Nacional     | Eduardo Calvo Astúa              |
| 9                       | Partido Unidad Social Cristiana | Adriana Bermúdez May             |
| 10                      | \|Partido Liberal Progresista   | Stephanie Melissa Grillo Quesada |